# Xiaojiang (häradshuvudort i Kina, Guangxi Zhuangzu Zizhiqu, lat 22,27, long 109,55)
Xiaojiang (kinesiska: P’u-pei, 小江, Siukonghü, Hsiao-ching-hsü, Hsiao-chiang-hsü, 小江镇) är en häradshuvudort i Kina. Den ligger i den autonoma regionen Guangxi, i den södra delen av landet, omkring 140 kilometer sydost om regionhuvudstaden Nanning. Antalet invånare är 118 652. Befolkningen består av 57 452 kvinnor och 61 200 män. Barn under 15 år utgör 23,0 %, vuxna 15-64 år 67 %, och äldre över 65 år 8,0 %.
Runt Xiaojiang är det tätbefolkat, med 319 invånare per kvadratkilometer. Det finns inga andra samhällen i närheten. I omgivningarna runt Xiaojiang växer i huvudsak städsegrön lövskog.
Genomsnittlig årsnederbörd är 2 419 millimeter. Den regnigaste månaden är juli, med i genomsnitt 403 mm nederbörd, och den torraste är januari, med 40 mm nederbörd.